# Burton Watson
Burton Watson (* 13. Juni 1925 in New Rochelle, Vereinigte Staaten; † 1. April 2017 in Kamagaya, Präfektur Chiba) war Sinologe und Übersetzer von chinesischer und japanischer Literatur.
Watson lehrte an den Universitäten Columbia, Stanford und Kyōto. 
Er übersetzte The Lotus Sutra, The Vimalakirti Sutra, Chuang Tzu: Basic Writings, Mo Tzu: Basic Writings, Han Fei Tzu: Basic Writings, Ryōkan: Zen Monk-Poet of Japan, Saigyo: Poems of a Mountain Home und The Columbia Book of Chinese Poetry: From Early Times to the Thirteenth Century, Records of the Grand Historian (= Shiji, Auswahl), The Tso chuan (= Zuozhuan, Auswahl), alle sind bei der Columbia University Press erschienen.
1982 und 1995 erhielt er den PEN Translation Prize.